# 石川県道111号大野八幡線
石川県道111号大野八幡線（いしかわけんどう111ごう おおのやわたせん）は、石川県小松市内を通る一般県道（石川県道）である。

## 路線概要
- 起点：石川県小松市大野町リ102番地先（＝石川県道165号金平寺井線交点）
- 終点：石川県小松市八幡町甲53番1地先（＝八幡北交差点・国道360号交点）

起点は、小松市大野町の小松市環境美化センター東側にある。当地からクランクを経てから北上する。花坂北交差点で左に曲がり、さらに北上する。急勾配の坂を上りきると、石川県道22号金沢小松線と交わる。石川県道22号金沢小松線と重複して西に50mほど進み、国道8号小松バイパス八幡ICをくぐり、当県道の単独区間となって北上する。やわたメディカルセンターを抜けて坂を下ると、終点の八幡北交差点に到着する。

## 歴史
- 1973年（昭和48年）3月31日：路線認定。
- 2009年（平成21年）11月17日：終点を八幡北交差点に移動。

## 通過する自治体
- 石川県
  - 小松市

## 接続道路
- 石川県道165号金平寺井線（小松市大野町：起点）
- 石川県道22号金沢小松線（加賀産業開発道路）（小松市八幡町・八幡温泉東交差点）
- 国道8号小松バイパス（小松市八幡町・八幡IC）
- 国道360号（小松市八幡町・八幡北交差点：終点）

## 重複区間
- 石川県道22号金沢小松線（小松市八幡町・八幡温泉東交差点 - 同市八幡町・八幡IC）